# Chelopech
Chelopech (búlgaro: Челопеч) es un pueblo búlgaro perteneciente a la provincia de Sofía. El pueblo constituye por sí mismo uno de los veintidós municipios de la provincia, siendo una de las pocas localidades rurales del país con ayuntamiento municipal propio.
Se ubica en el este de la provincia, sobre la carretera 6 que une Sofía con Burgas.
En 2011 tiene 1473 habitantes, de los cuales el 83,10% son étnicamente búlgaros y el 3,26% gitanos.
Se conoce la existencia de la localidad desde el siglo XV. El principal monumento del pueblo es la iglesia de San Nicolás, construida en 1835. En la economía local tiene gran importancia la minería, ya que alberga uno de los mayores depósitos de cobre, oro y pirita de Europa.